# Ca de Bestiar
Der Ca de Bestiar ist eine von der FCI anerkannte spanische Hunderasse (FCI-Gruppe 1, Sektion 1, Standard Nr. 321).

## Herkunft und Geschichtliches
Der Ca de Bestiar (wörtlich übersetzt „Viehhund“, deutsche Rassebezeichnung: Mallorca-Schäferhund) ist der Hund der Gehöfte und Herden der Balearen. Die Herkunft der Rasse wird sich wohl nie klären lassen. Bedingt durch die Insellage bildete sich wohl auch durch importierte Herdengebrauchshunde ein Hundetyp heraus, der je nach Art der Verwendung große Unterschiede im Körperbau aufwies. So war der Hund der Rinderhirten größer und kräftiger als der Hund der Schaf- und Ziegenhirten, der wendiger und kleiner sein musste, um auch den Ziegen nachsteigen zu können. Noch bis in die 1930er-Jahre war er weit verbreitet und wegen seiner Wachsamkeit und Zuverlässigkeit beliebt. Der Niedergang begann mit der Francodiktatur. Nach dem Zweiten Weltkrieg wurden zudem weitere kontinentaleuropäische Rassen eingekreuzt, der ursprüngliche Rassetyp lief Gefahr zu verschwinden. Erst 1967 wurde man sich dessen bewusst. Ein Liebhaber des Ca de Bestiar, Alonso Guasp, machte sich daran, die Rasse zu retten und gründete 1970 den „Club del Perro de Pastor Mallorquín“. 1975 wurde der erste Rassestandard festgelegt. Auf einer Hundeausstellung wurde er das erste Mal 1980 gesehen. Relativ schnell, 1982, erfolgte mit der Anerkennung durch die FCI die Bekanntgabe des ersten offiziellen Standards. Hans Räber erwähnt in der Enzyklopädie der Hunderassen, dass nur 100 Hunde ins Zuchtbuch eingetragen sind, viel zu wenig für einen dauerhaften Bestand; der langhaarige Typ sei vielleicht schon ausgestorben.

## Beschreibung
Der Ca de Bestiar ist ein großer, bis 73 cm und 40 kg schwerer Hirten- und Wachhund. Das Haar ist kurz, anliegend, auf dem Rücken etwa 1,5 bis 3 cm lang, mit sehr feiner, auf der Haut anliegender, dünner Unterwolle. Bei der langhaarigen Varietät kann das Haar auf dem Rücken leicht gewellt sein und je nach Jahreszeit etwas mehr als 7 cm Länge erreichen; die Unterwolle ist gut verteilt und nicht dick, schwarz in unterschiedlichen Tönungen. Die Ohren stehen leicht geknickt seitlich ab, sind vergleichsweise klein, dreieckig, dick und hoch angesetzt. Die Farbe des Fells beschreibt die FCI folgendermaßen: „Die einzig zulässige Farbe ist Schwarz in seinen Tönungen Jett-, Normal- und Pechschwarz. Weiss ist nur auf der Brust zulässig, als dünne Krawatte unter dem Hals und an den Vorder- und Hinterpfoten (…)“. Räber erwähnt zusätzlich noch eine dunkle Stromung.
Diese leidenschaftlich mutige und unabhängige Rasse sieht ziemlich derb aus, weil sie nie auf Schönheit gezüchtet wurde. Sie ist unkompliziert, urtümlich und selbstlos, geistig und körperlich gesund. Es ist zwar ungewöhnlich, dass ein schwarzer Hund Hitze gut verträgt, aber diese Rasse hält auch hohe Temperaturen aus – deswegen wurden einige Tiere nach Südamerika exportiert, wo sie zum Schutz von privaten Anwesen eingesetzt werden. Weil der Ca de Bestiar imstande ist, in großer Hitze zu arbeiten und sich bei kaltem Wetter ein dickes Fell zuzulegen, ist er auch ein guter Kandidat für die Kojotenbekämpfung auf nordamerikanischen Schaffarmen. Im menschlichen Umgang ist er kein unproblematischer Hund, oft unleidlich gegen Fremde und/oder gegen andere Hunde, seiner „eigenen Menschen-Familie“ aber treu ergeben; starker Schutztrieb.